# Noé Guzmán del Castillo
Noé Guzmán del Castillo (13 de junio de 1983) es un deportista español que compitió en remo.
Ganó una medalla de bronce en el Campeonato Europeo de Remo de 2009, en la prueba de cuatro sin timonel. Además, obtuvo dos medallas en el Campeonato Mundial de Remo de Mar, en los años 2015 y 2016.

## Palmarés internacional
| Campeonato Europeo | Campeonato Europeo  | Campeonato Europeo | Campeonato Europeo |
| Año                | Lugar               | Medalla            | Prueba             |
| ------------------ | ------------------- | ------------------ | ------------------ |
| 2009               | Brest (Bielorrusia) | Medalla de bronce  | Cuatro sin timonel |